# Leordina
Leordina es una comuna ubicada en el distrito de Maramureș, Rumania.

## Superficie
Cuenta con una superficie de 29,94 kilómetros cuadrados.

## Demografía
Hasta 2021 la población era de 2307 habitantes, con una densidad de población de 77,05 habitantes por kilómetro cuadrado.